# タウファ・ラトゥ
タウファ・ラトゥ（Taufa Latu、1998年4月5日 - ）は、トンガ出身のラグビーユニオン選手。ジャパンラグビーリーグワンのトヨタヴェルブリッツに所属している。

## 来歴
2017年、マヌレワ高校 卒業後、白鷗大学に入る。
2021年、白鷗大学卒業後、宇都宮ヴォルツに加入。
2022年、東芝ブレイブルーパス東京に加入。
2023年1月7日、JAPAN RUGBY LEAGUE ONE2022-23第3節、静岡ブルーレヴズ戦において後半12分から交代出場し公式戦初出場を記録した。
2025年6月、東芝ブレイブルーパス東京を退団。
2025年8月、トヨタヴェルブリッツに加入。